# Metarranthis cappsaria
Metarranthis cappsaria là một loài bướm đêm trong họ Geometridae.